# Крейсери типу «Адмірал Шарне»

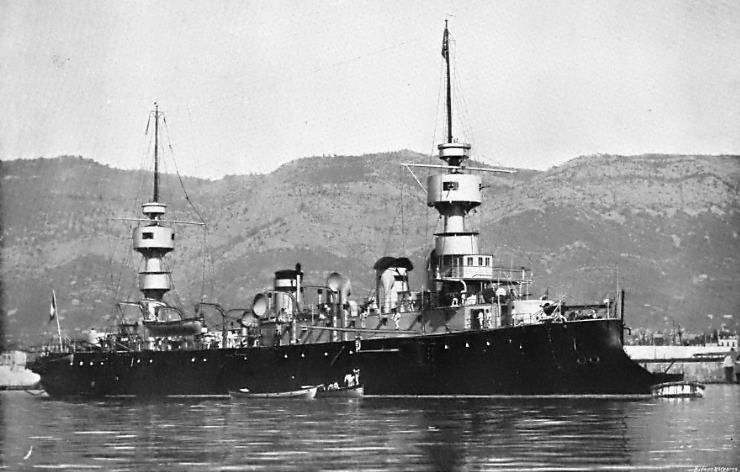
Крейсер «Адмірал Шарне» на якорі

Тип «Адмірал Шарне́» (фр. Amiral Charner) — чотири броньовані крейсери, побудовані для ВМС Франції (фр. Marine Navale) протягом 1890-х років. Вони були спроєктовані таким чином, аби здешевити конструкцію, у порівнянні з першим французьким крейсером відповідного класу.

## Конструкція та опис

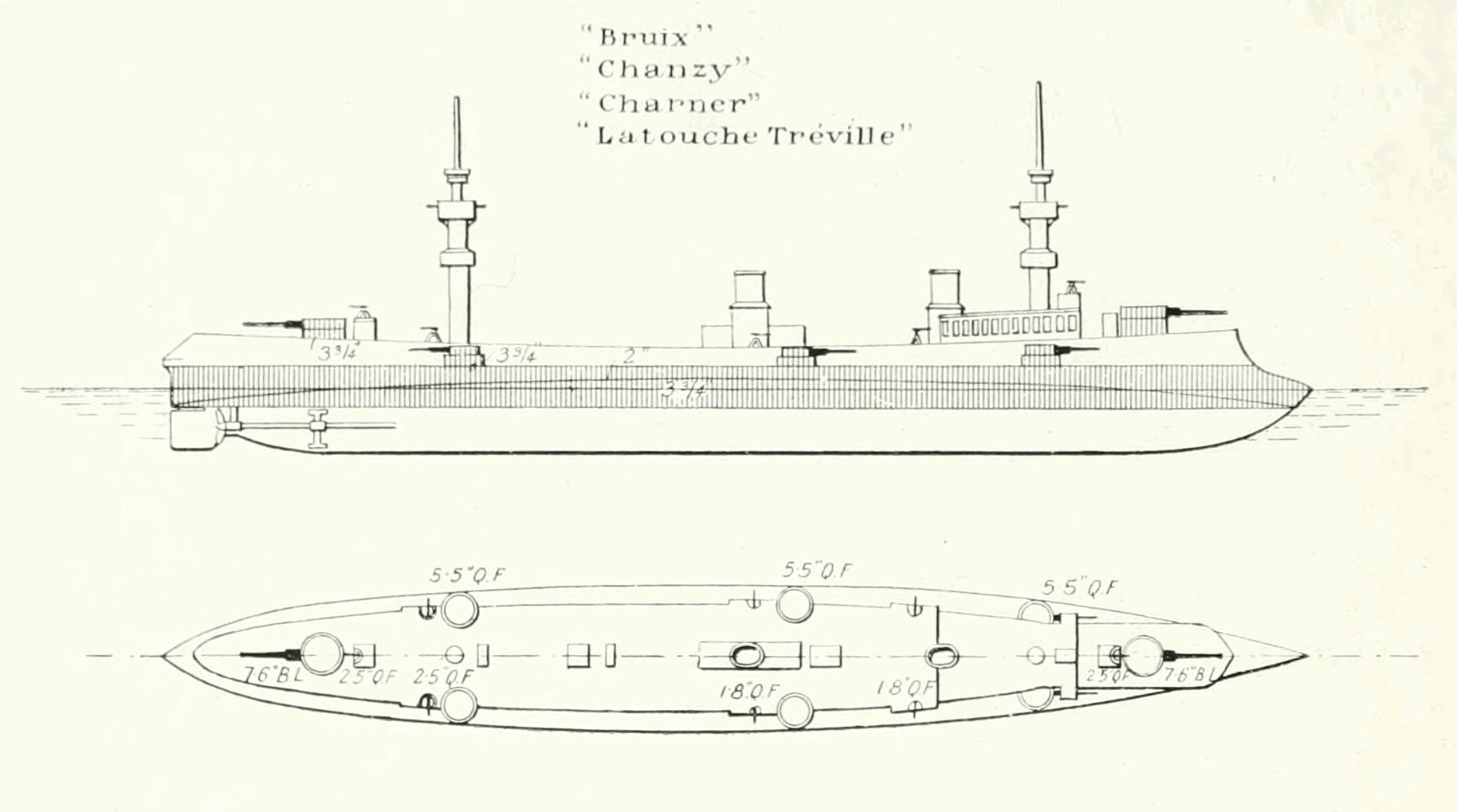
Креслення крейсера, 1902 року

Кораблі типу «Адмірал Шарне» були розроблені як зменшений та дешевший варіант першого французького броньованого крейсера «Дюпюї де Лом». Як і він, вони призначалися для ведення крейсерської війни відповідно до доктрини Jeune École.
Кораблі мали довжину 106,12 метрів від носу до корми і мідель 14,4 метри. Осадка на носі складала 5,55 метрів, а на кормі 6,06. Водотонажність крейсерів типу «Адмірал Шарне» складала 4748 тон при нормальному навантаженні, а повна досягала 4990 тонн. Кораблі були обладнані видатним плугоподібним тараном на носі. Це призводило до заливання палуби при русі. Втім у цілому крейсери були досить морехідними та легко керованими.
Кораблі типу «Адмірал Шарне» мали дві горизонтальні парові машини з потрійним розширенням, кожен з яких приводив в рух один пропелерний вал. Пару для двигунів забезпечували 16 котлів Бельвіля. Швидкість крейсерів за проєктом мала досягати 19 вузлів, але на випробуваннях різні кораблі досягли від 18,16 до 18,4 вузлів. Крейсери могли пройти 4 000 морських миль на крейсерській швидкості у 10 вузлів.

### Озброєння
Кораблі типу «Адмірал Шарне» мали основне озброєння, яке складалося з двох 45- каліберних 194 міліметрових гармат моделі 1887 року, які були встановлені в одиночних гарматних баштах, по одній у носовій і кормовій частині надбудови. Башти поверталися гідравлічно на всіх кораблях типу, окрім Латуш-Тревіля, де застосовувався електричний привід. Вони вели вогонь снарядами вагою від 75 до 90 кілограм з дульною швидкістю від 770 до 800 метрів на секунду
Допоміжне озброєння складалося з 138,6 міліметрових гармат моделі 1887 року, розмішених у окремих баштах по три з кожного борту. Вели вогонь 30-35 кілограмовими снарядами з дульною швидкістю від 730 до 770 метрів на секунду Для захисту від міноносців крейсери мали чотири 65 міліметрових швидкострільних) гармати, чотири 47 міліметрові гармати, вісім 37 міліметрових п'ятиствольних револьверних гармат Готчкіса. Озброєння крейсерів завершували чотири 450 міліметрові поворотні торпедні апарати, по два з кожного борту.

### Захист
Борти крейсерів типу «Адмірал Шарне» захищала сталева броня товщиною 92 міліметри, яка простягалася від 1,3 метрів нижче ватерлінії до 2,5 метрів над нею. До оконечностей корабля її товщина звужувалася до 60 міліметрів. Вигнута броньована палуба з вуглецевої сталі мала товщину 40 міліметрів по центральній лінії, але зростала до 50 міліметрів ближче до бортів. Котли, парові машини та артилерійські льохи додатково захищала розташована нижче тонка пртиосколкова палуба. Водонепроникний внутрішній кофердам, заповнений целюлозою, простягався по всій довжині корабля від броньованої палуби до висоти 1,2 метри над ватерлінією. Нижче броньованої палуби корабель розділявся на 13 водонепроникних відсіків з п'ятьма додатковими над нею. Бойову рубку та башти захищали 92 міліметри броні.

## Кораблі типу
| Ім'я          | Будівельник                                 | Закладений          | Спущено на воду     | Введено в експлуатацію | Доля                                 |
| ------------- | ------------------------------------------- | ------------------- | ------------------- | ---------------------- | ------------------------------------ |
| Адмірал Шарне | Арсенал де Рошфор                           | 15 червня 1889 р.   | 18 березня 1893 р.  | 26 серпня 1895 р.      | Потоплений U-21, 8 лютого 1916 р.    |
| Брюі          | Арсенал де Рошфор                           | 9 листопада 1891 р. | 2 серпня 1894 р.    | 1 грудня 1896 р.       | Проданий на брухт, 21 червня 1921 р. |
| Шанзі         | Chantiers et Ateliers de la Gironde, Бордо  | Січень 1890 р.      | 24 січня 1894 р.    | 20 липня 1895 р.       | Кораблетроща, 30 травня 1907 р.      |
| Латуш-Тревіль | Кузні та Шаньєт-де-ла-Медетерранє, Гранвіль | 26 квітня 1890 р.   | 5 листопада 1892 р. | 6 травня 1895 р.       | Проданий на брухт, 1926 р.           |

## Історія служби

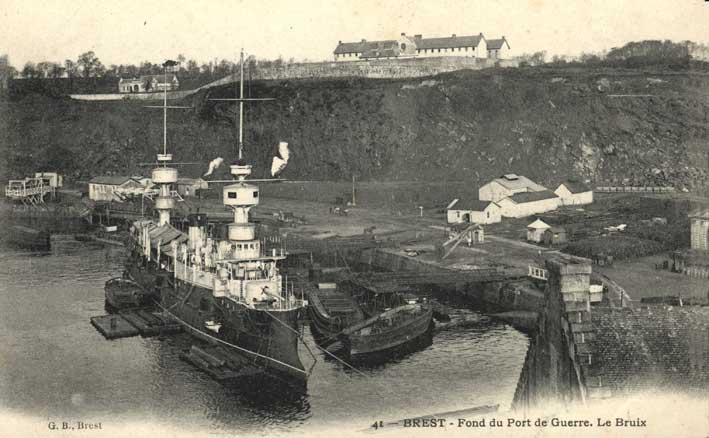
Поштова листівка Bruix у сухому доці у Бресті до 1914 року

«Amiral Charner» провів основний час служби на Скередиземномор'ї за виключенням участі у придушенні Боксерського повстання 1900—1901 років. Разом з однотипними «Chanzy» та «Latouche-Tréville», були включені до складу Міжнародної ескадри, яка була сформована для стабілізації ситуації на Криті після повстання там. За винятком «Bruix», крейсери типу провели перше десятиліття двадцятого століття як навчальні кораблі або у резерві. Перед Першою світовою війною «Bruix» служив в Атлантичному океані, Середземномому морі, та на Далекому Сході. У 1902 корабель надав допомогу уцілілим після катастрофічного виверження на Мартиніці, та провів кілька років як стаціонерне судно на Криті, захищаючи французькі інтереси у регіоні на початку 1910-х. «Chanzy» був направлений до Французького Індокитаю у 1906. Корабель налетів на скелі поблизу узбережжя Китаю влітку 1907. Коли виявилося неможливим зняти з них корабель, він був знищений після евакуації екіпажу.

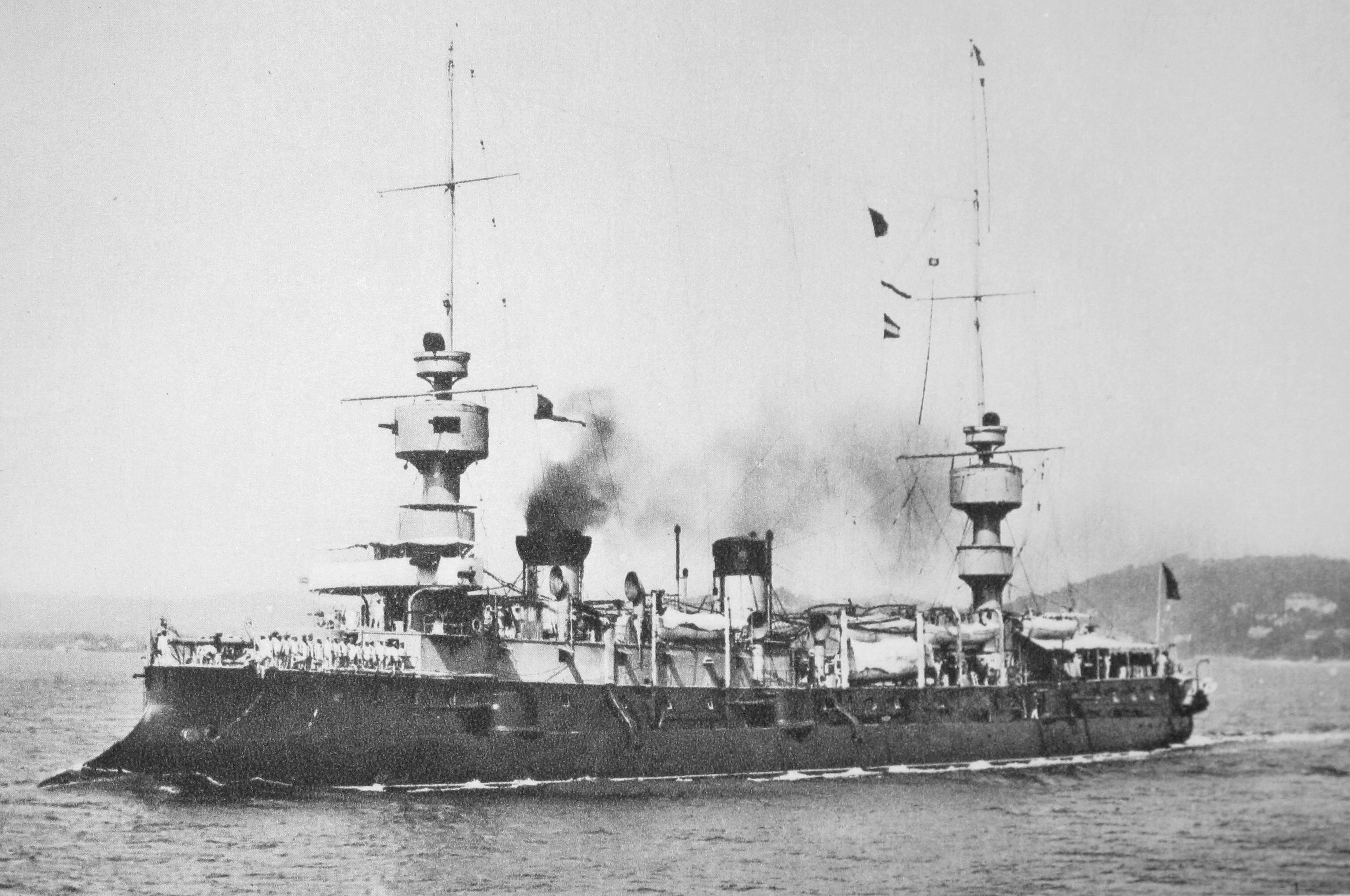
Bruix у прибережних водах, до 1914 року

Кілька місяців після початку Першої світової війни у серпні 1914 року уцілілі кораблі, супроводжували конвої військ з Французьккої Північної Африки до Метрополії. Потім «Амірал Шарне» і «Латуш -Тревіль» здійснювали блокаду узбережжя Османської імперії і підтримували операції союзників у Східному Середземномор'ї. За цей час «Амірал Шарне» допоміг врятувати кілька тисяч вірмен із Сирії під час геноциду вірмен 1915 року. Він був потоплений на початку 1916 року німецьким підводним човном, врятувався лише один член екіпажу. «Latouche-Tréville» був легко пошкоджений в 1915 році османським снарядом, забезпечуючи вогневу підтримку під час Дарданельської операції. На відміну від однотипних кораблів, у вересні 1914 року Bruix був переведений в Атлантику для підтримки операцій союзників проти німецької колонії Камерун. На короткий час крейсер взяв участь у операціях союзників у Дарданелах на початку 1915 року, перш ніж він був направлений для патрулювання Егейського моря та грецьких територіальних вод.
Latouche-Tréville став навчальним кораблем в кінці 1917 року і був виведений з експлуатації в 1919 році. Bruixбув знятий з експлуатації в Греції на початку 1918 р. але повернений до склааду флоту після закінчення війни в листопаді для служби в Чорному морі проти більшовиків. Він повернувся додому пізніше в 1919 році і був зарахований до резерву, перш ніж його продали за брухт у 1921 році. Latouche-Tréville був викреслений зі списку військово-морського флоту в 1920 році і був проданий на металобрухт у 1926 році.